# Sint-Laurentiuskerk (Saarburg)
De kerk Sint-Laurentius is een katholieke kerk en is toegewijd aan de heilige Laurentius. Ze vervangt de in de 13e eeuw gebouwde Heiligkreuz-kapel. De huidige Romeins-katholieke parochiekerk van Saarburg, gebouwd in neogotische stijl, staat eveneens onder monumentenzorg van het gebied Saar-Saarburg en is dus ook in de lijst van de beschermde monumenten van het gebied Trier-Saarburg opgenomen. Het vormt, samen met de Burg Saarburg, een van de blikpunten van van het stadsbeeld.

## Geschiedenis

### Oorsprong
Op dezelfde plaats bevond zich in de 13e eeuw de kapel zum Heiligen Kreuz, die tot de moederkerk St. Lambertus bij Trier behoorde. Ze bekwam in 1370 van aartsbisschop Kuno II. von Falkenstein het dooprecht, waarmee ze ook tot parochiekerk verheven werd. Het was maar in 1426 dat door de kerkgemeente een pastoor benoemd werd.
Aan de oorspronkelijk gebouwde kerktoren werd in 1563 aan de zuidzijde nog een tweede toren toegevoegd. Om de toestroom van gelovigen te verwerken werden later nog aan- en verbouwingen gedaan, zo werden drie kerkbeuken en twee vleugels toegevoegd. Daardoor werd de kerk in 1658 door de Trierse bisschop Johannes Petrus Verhorst opnieuw als kerk ingewijd. In latere twee eeuwen kwamen er zoveel bouwwerkschaden, dat herstelling niet meer mogelijk was. Er werd dan maar besloten op dezelfde plaats een nieuwe kerk te bouwen.

### Kerknieuwbouw

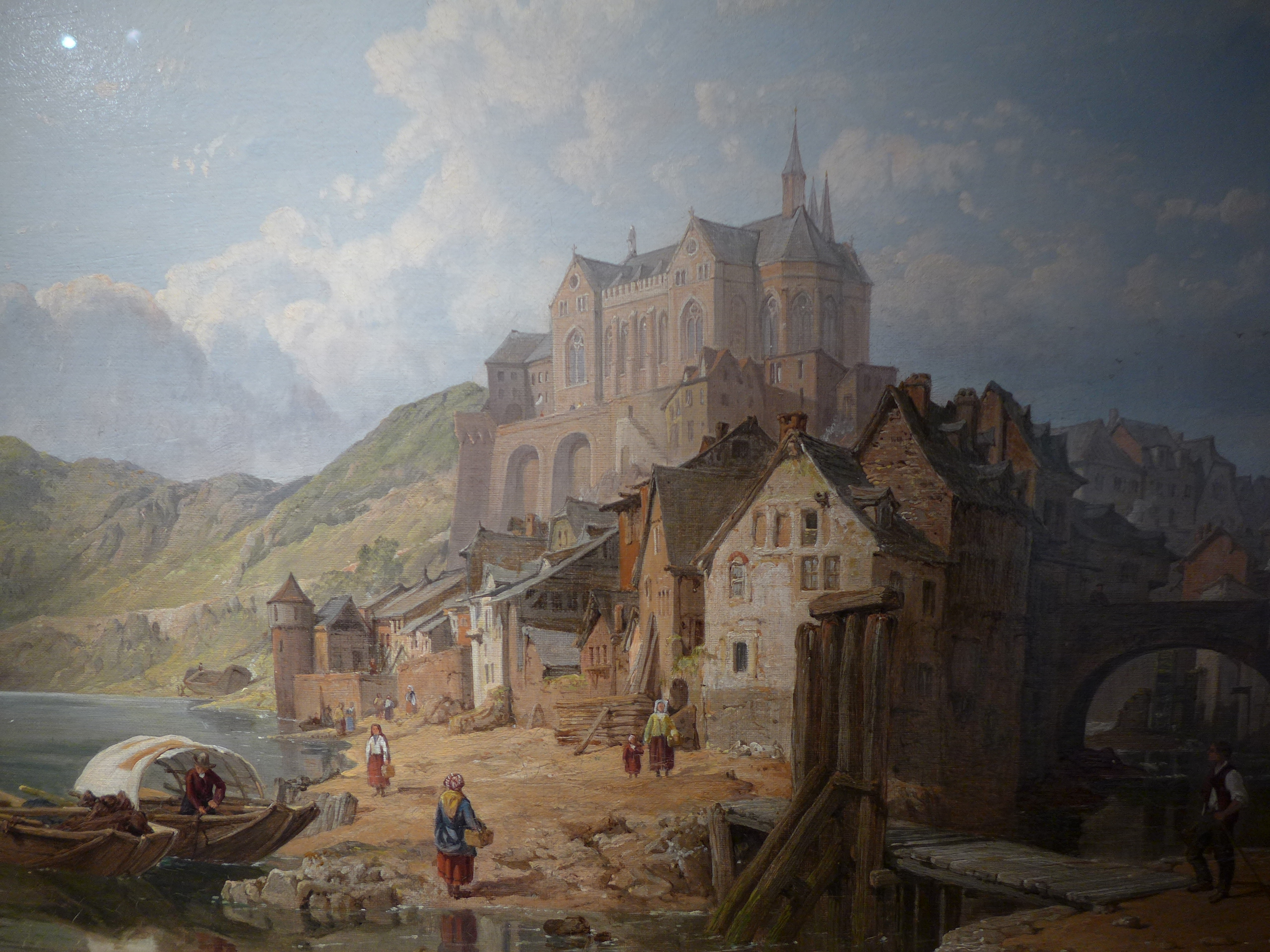
Saarburg, St.Laurentius, rond 1860, Schilderij van George Clarkson Stanfield (1828–1878), olieverf op doek, Saarland-Museum, Oude verzameling

De St. Laurentiuskerk werd in de jaren 1854 tot 1856 naar plannen van de architect Christoph Wilhelm Schmidt uit Trier in neogotische stijl gebouwd. Het nieuwe godshuis staat vanaf dan in noor-zuid-richting, dus haaks op de vorige kerk. De twee-helmige dubbeltoren bleef staan en werd in de nieuwbouw geïntegreerd.
Van 1946 tot 1949 volgde dan de wederopbouw in gewijzigde vorm naar plannen van de Tierse architect Heinrich Otto Vogel.
In het jaar 1962 werd dan een vierde klok bijgevoegd. En in de jaren 60 werd het innerlijk van de kerk dan door de kunstenaar en schilder Eugen Keller gedeeltelijk met moderne elementen nieuw uitgerust.

## Architectuur

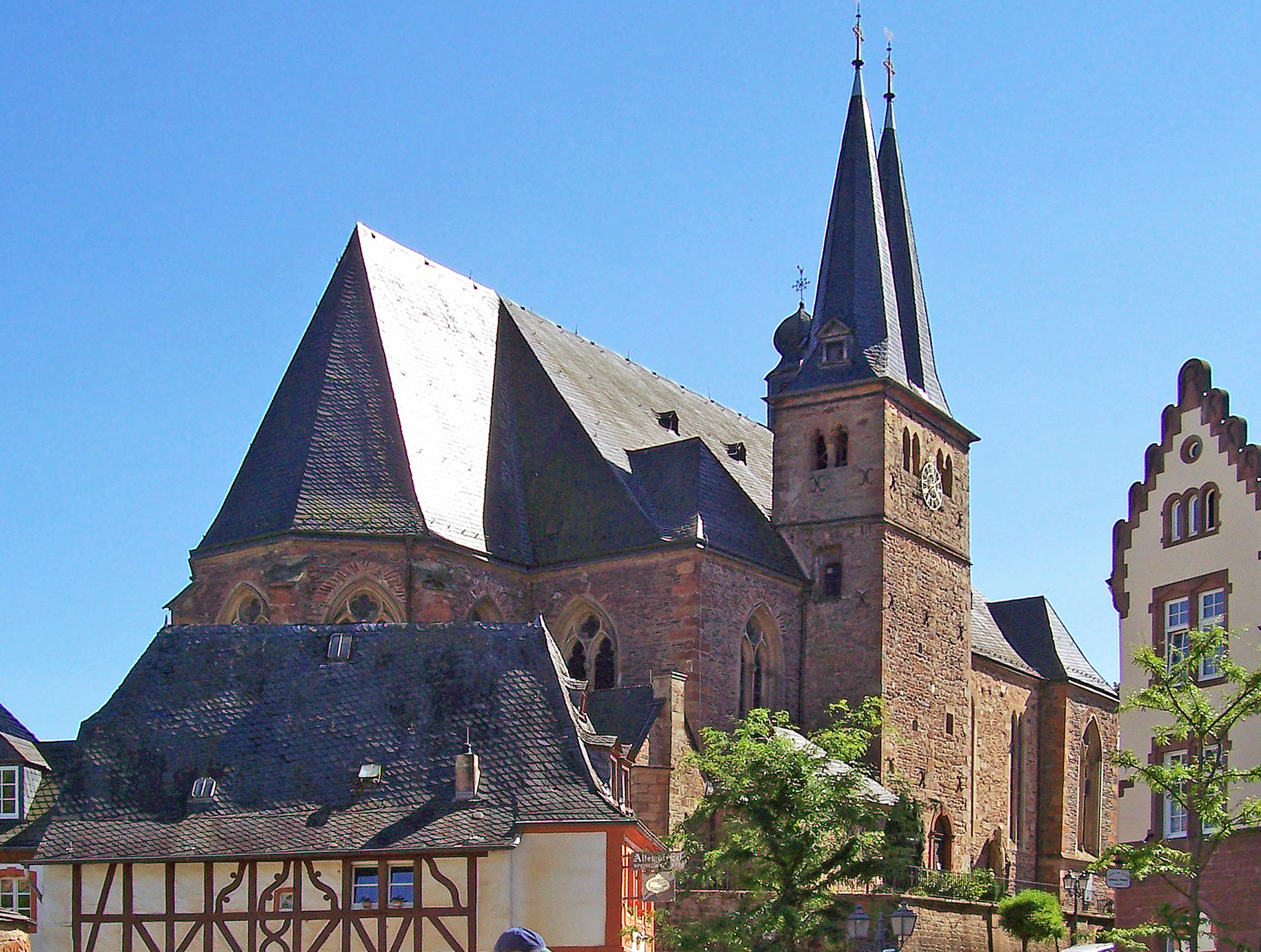
Aanzicht van de kerk vanuit een ander perspectief

### Kerkgebouw
Het kerkgebouw, dat teruggrijpt op stijlvormen uit de 13e eeuw, is een monumentale breuksteenbouw. Aan de stroomzijde vormt een door steunmuren omsloten onderbouw van de kerk, die door steunberen en een bogenconstructie gedragen wordt, een machtige constructie, die aanvullend de stedenbouwkundige dominantie van de ligging onderstreept. Ter gelegenheid van de wederopbouw in het jaar 1947 verkrijgt het kerkgebouw de gesloten kolossale gestalte met een leien dak met dakkapellen.
Het godshuis is als driebeukige hallenkerk met een driezijdig sluitend koor in het noorden en een protaalvoorbouw in het zuidwesten uitgevoerd. Indelende elementen zijn de oorspronkelijk door Risaliete betoonde en licht verbrede taveeën aan noordoostelijke en zuidwestelijke eind van het schip.

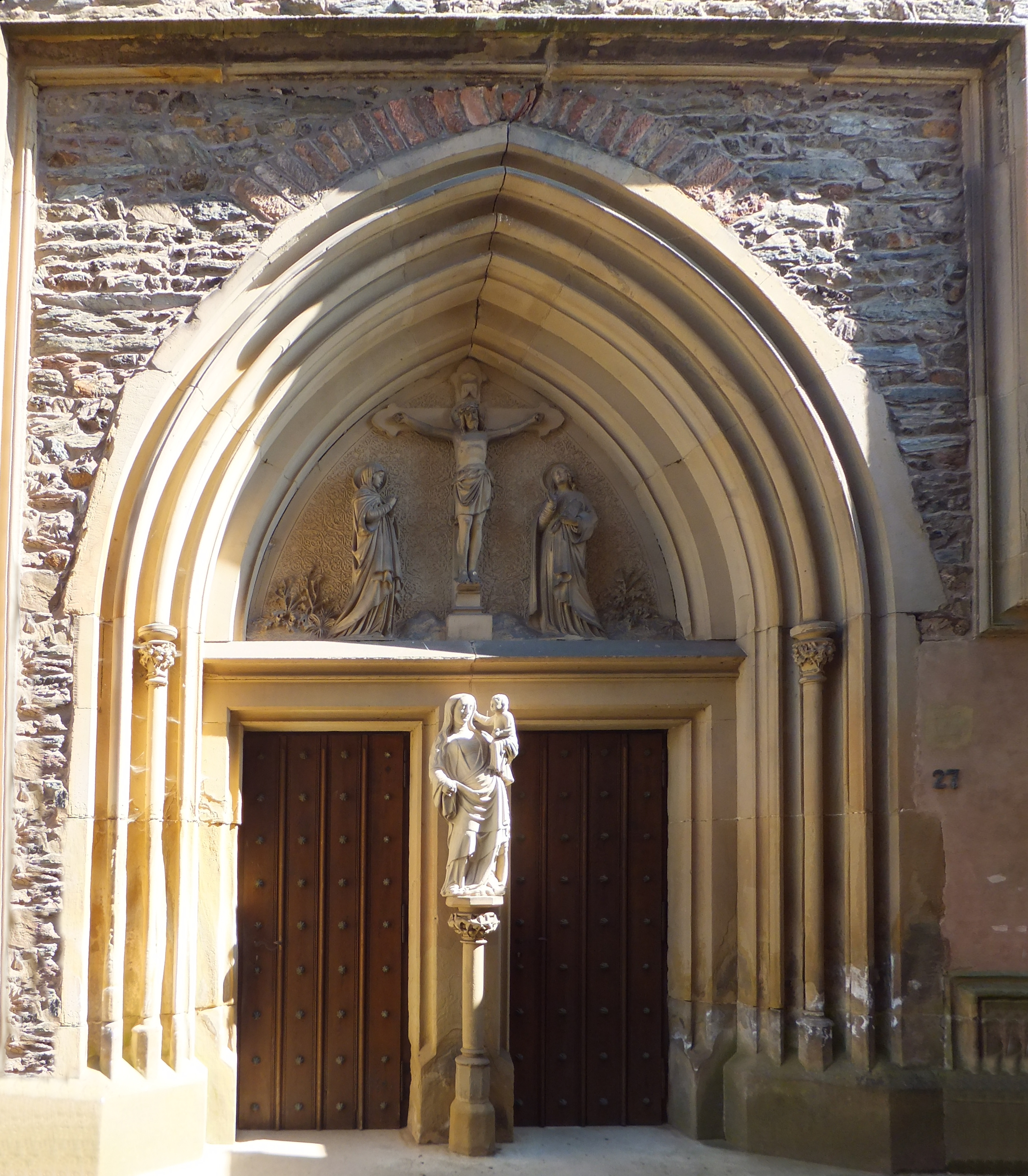
Kerkportaal

In de timpaan boven het zuilen-hoofdportaal is de Kruisiging van Jezus aanschouwelijk voorgesteld en aan de poortmiddelstijlen bevindt zich een Moeder-Gods-beeld.

### Kerktoren
De uit zandsteen-breukstenen gemetste en met lisenen verstevigde vierkante kerktoren is het oudste bouwsel van de kerk. Hij werd ik het jaar 1563 tot een geveltoren verdubbeld en in het jaar 1854 door een vierde etage in de vroeggotische stijltaal verhoogd. Bovendien behield de toren de pregnante tweelingspyramidenhelm. Een uit het jaar 1780 stammend portaal is aan de uitbreiding van de toren aangebracht.
Afgezien van de westelijke buitenmuur tussen toren en ingangstravee, die bij de wederopbouw moderne, stijlinterpreterende, gekoppelde verticaal-accenten kreeg, is de oorspronkelijke bouw van de 19e eeuw behouden, wat op een rijke uitwerking in het steenhouwerswerk wijst. Tot de eveneens nog beschikbare neogotische bouwdelen behoren de oostelijke buitenmuren tot de Saar en de portaalfaçade.

## Interieur

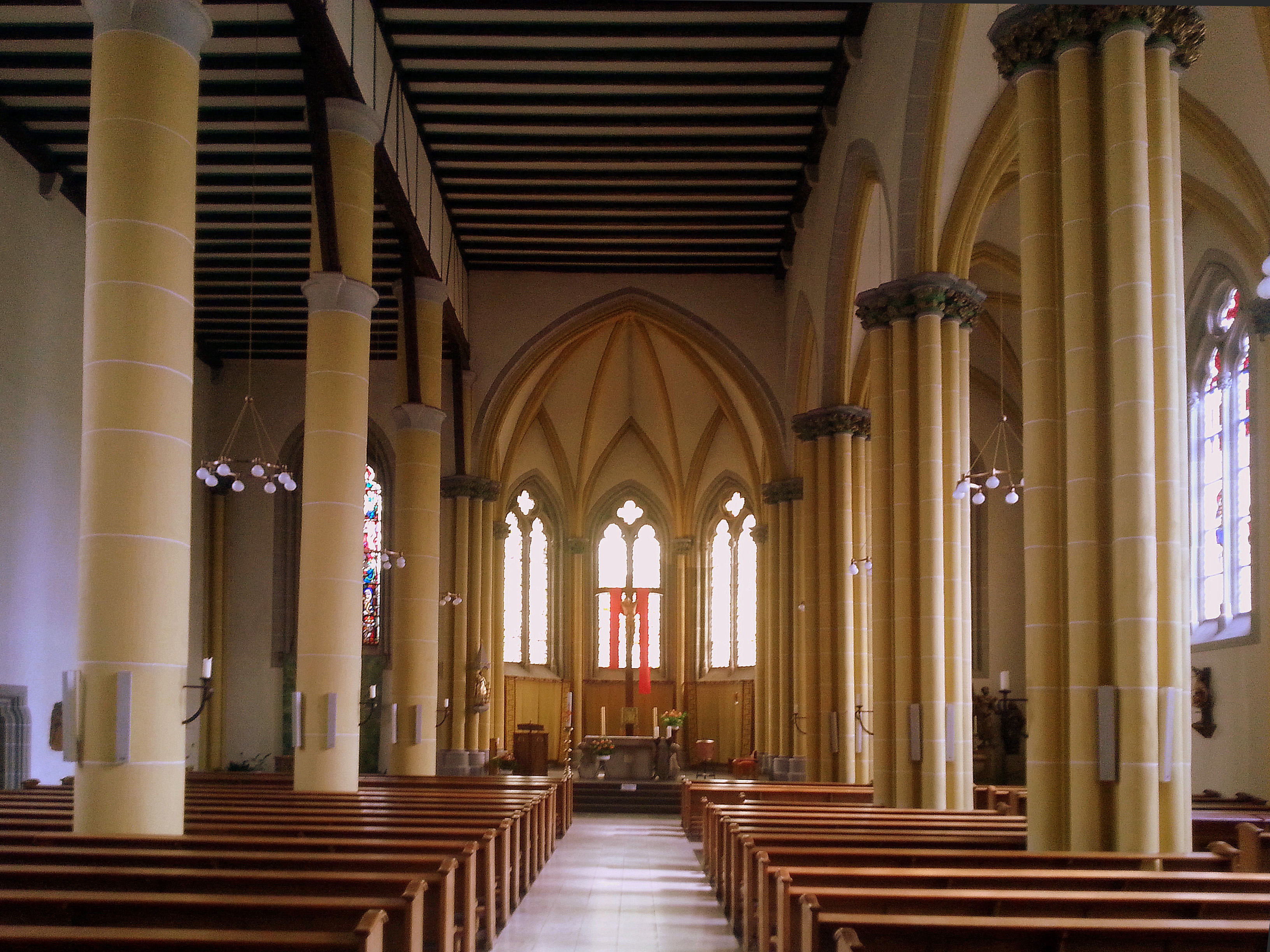
Blik in het middenschip van de kerk

### Altaar, Doopvont, Kerkramen
Van de inrichting van de vorige kerk zijn waardevolle delen behouden. Daaronder bevinden zich de uit 1575 stammende en in 1983 gerestaureerde achthoekige renaissance doopvont alsook in de oostelijke kapelruimte twee van de toenmalige vier epitafen of grafschriften. Er zijn ook nog vier beelden in Rococostijl, die de heiligen Anna, Andreas, Franciscus Xaverius en Johannes van Nepomuk voorstellen, en die in de oostelijke beuk op een zijaltaar staan. De beelden flankeren een olieverfschilderij van de Kruisafneming van Louis Counet (1652-1721) uit het jaar 1706. Het glasvenster in het koor, door koning Frederik Willem IV van Pruisen geschonken in het jaar 1855 uit de verbouwingsperiode van de neogotische kerk is eveneens bewaard gebleven.

### Kerkbeuken, koor, galerij
Het koor, de oostelijke zijbeuk en het ingangstravee boven het kruisribbengewelf op bundelpijlers zijn allen nog in originele oorspronkelijke bouwtoestand. Daarentegen zijn de westelijke steunenrij uit ronde pilaren, die een vakwerkwand volgens Saarburgse traditie draagt en die het middenschip alsook de westelijke zijbeuk, met hun vlakke balkenplafond, van elkaar scheidt, te danken aan de wederopbouw.
Op de galerij boven de zuidelijke ingangszijde is het orgel geïnstalleerd. De gewelfde houten balustrade is met beeltenissen van musicerende kerkenfiguren, tussen gildetekens, versierd.

### Orgel

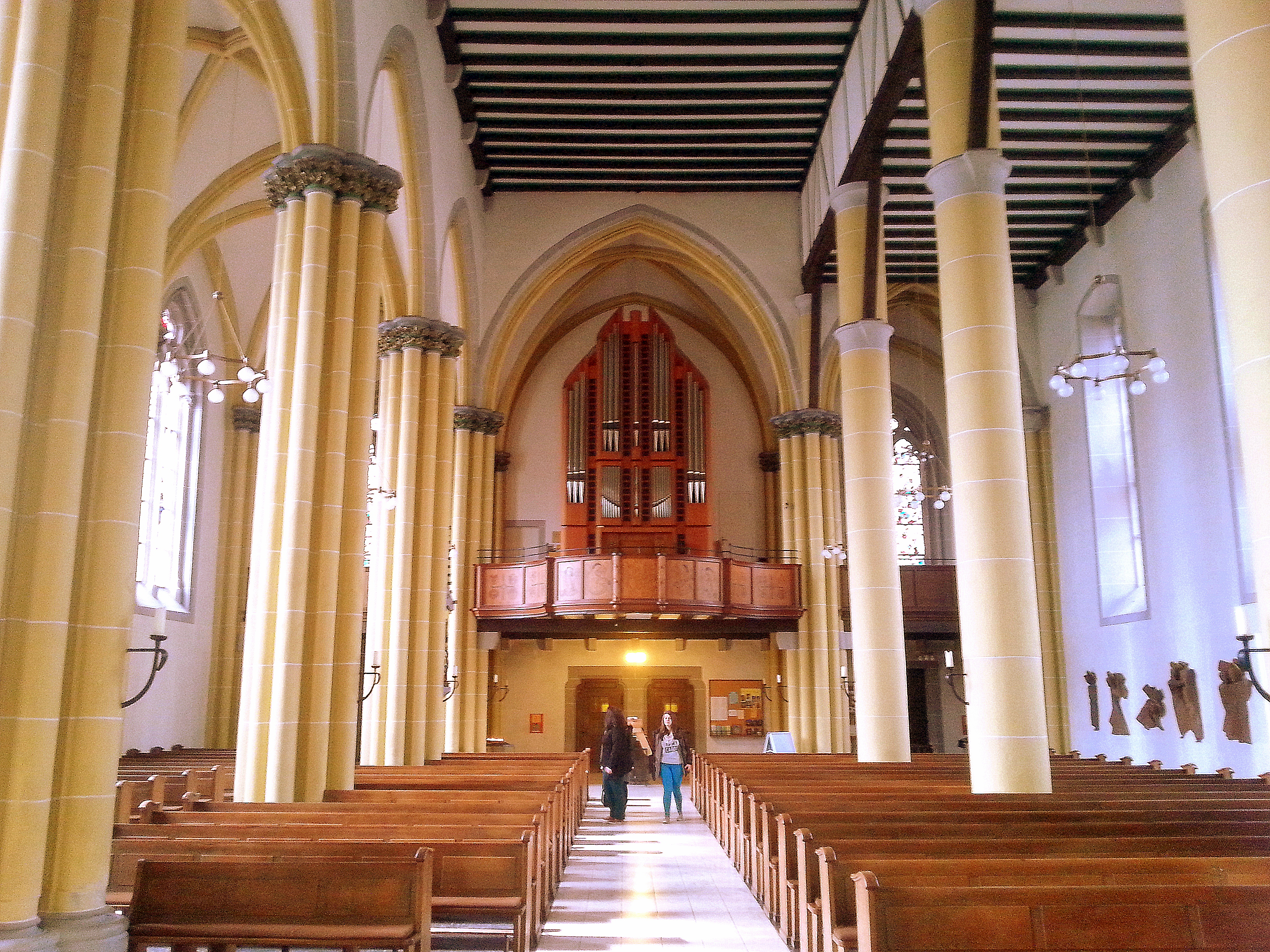
Het orgel op de galerij

In de vroegere kerk stond een aangeschaft gebruikt orgel uit het jaar 1739, die na bijna veertig jaar (1777) door een instrument met twee klavieren van de Trierse orgelbouwer Carl Caspar Molitor vervangen werd. De Saarburgse deken Biunda heeft het orgel in 1857 tezamen met de eikenhouten balustrade voor de galerij na de totale ombouw van het kerkgebouw aan de parochiekerk Heilige Dreifaltigkeit in Freudenburg voor 300 daalder verkocht.
Het orgel voor de nieuwbouw van de kerk is afkomstig uit de werkplaats van de Linze Ludwig Hünd, kostte 450 daalder en werd in 1866 ingewijd. In 1905 liet de kerkgemeente een nieuw orgel van de firma Hock uit Saarlouis installeren. Met grote waarschijnlijkheid werden enkele delen van het Hünd-orgel terug aangewend. Het Hock-orgel leed in 1944 bij een bombardement total loss. Na de in 1947 begonnen wederopbouw van de kerk leverde de firma Oberlinger uit Windesheim in het jaar 1949 een nieuw orgel, dat tot einde 2003 dienstdeed.
Het instrument, dat in 2004 ingebouwd werd, ontstond in de orgelwerkplaats Weimbs uit Hellenthal. De aanschaffing ervan kostte de kerkgemeente rond 500.000 Euro. De hoge vorm van het orgel enerzijds weerspiegelt de gotische traditie van de kerk, het blauwe doek achter de pijpen anderzijds de Saar.
Het windkastorgel beschikt over 27 registers, verdeeld over twee handklavieren en voetklavier. De tractuur is mechanisch.
Een bijzonderheid van het Saarburgse orgel is het geïntegreerde klokkenspel over twee octaven (24 klokken), grotendeels in de Saarburgse klokkengieterij Mabilon gegoten. De beiaard is vanaf de beide klavieren en/of vanaf het voetklavier bespeelbaar.

### Kansel, bestoeling en meer
Het oudste stuk is de Traubenmadonna (Een madonna met kind op de arm, dat een wijntros in de handen houdt) uit de 15e eeuw. Historisch bewaard maar nauwelijks nog leesbaar zijn het epitaaf van Johann von Warsberg, die in de grafkelder van het godshuis zijn laatste rustplaats vond. Bovendien is aan de doopkapel de epitaaf van de hogere ambtenaar Philipp von Homburg († 1779) te bezichtigen.

## Beiaard
In de stadsparochiekerk bevinden zich drie bronzen klokken, die in 1772 door Urbanus Mabilon gegoten werden. Ze overleefden de verbouwingen en de oorlogsvernieling en bevinden zich in de kerktoren. Het beiaard werd in 1962 met nog een klok vervolledigd, die eveneens in de klokkengieterij Mabilon vervaardigd werd.

## In de omgeving
Op het kerkplein, aan het vroegere kerkhof, aan de westzijde van het gebouw, staat een meer dan levensgroot zandstenen beeld van de kerkpatroon St. Laurentius opgesteld, die oorspronkelijk de gevel van het hoofdportaal bekroonde. (Een ander beeld van de Heilige Laurentius, dat uit het jaar 1670 stamt en een beschermd monument is, versiert het huis van de vroegere klokkengieterij in de straat Staden 118 in Saarburg).
Vlak bij de kerktoren bevindt zich een gierijzeren grafzuil voor Alexander Franz Freiherr von Warsberg met bovenaan het familiewapen, twee andere gietijzeren grafkruisen van de pastoorsfamilie Willmowsky staan aan de buitenzijde van de doopkapel.
Het parochiehuis naast de kerk, een gedeeltelijk vakwerkhuis, is in dezelfde tijd als het kerkgebouw, dus 1855/1856, gebouwd geworden. Het is eveneens een beschermd monument en goed gerestaureerd geworden.

## Uit het leven der kerkgemeente
De St. Laurentius-gemeente houdt er ook een kerkkoor en een kinderdagverblijf op na. Regelmatig vinden naast de kerkdiensten ook concerten in het godshuis plaats.
Het parochiehuis wordt bovendien voor cultuurevenementen gebruikt.